# Mekarmukti (Cilawu)
Mekarmukti is een bestuurslaag in het regentschap Garut van de provincie West-Java, Indonesië. Mekarmukti telt 5386 inwoners (volkstelling 2010).